# Kolak
Le kolak est un dessert indonésien à base de sucre de palme ou de noix de coco, de lait de coco et de feuilles de pandanus (P. amaryllifolius). Une recette dans laquelle de la banane est ajoutée est appelée kolak pisang ou « kolak de banane ». D'autres recettes peuvent contenir d'autres fruits, légumes et tubercules : citrouille (labu kuning), patate douce (ubi), jacquier (nangka), banane plantain (pisang ambon), manioc (singkong), et perles de tapioca. Le dessert est habituellement servi chaud ou à température ambiante.
En Indonésie, le kolak est un plat populaire de buka puasa (« rupture du jeûne », iftar en arabe) durant le jeûne de ramadan (bulan Puasa) chez les musulmans.

## Galerie

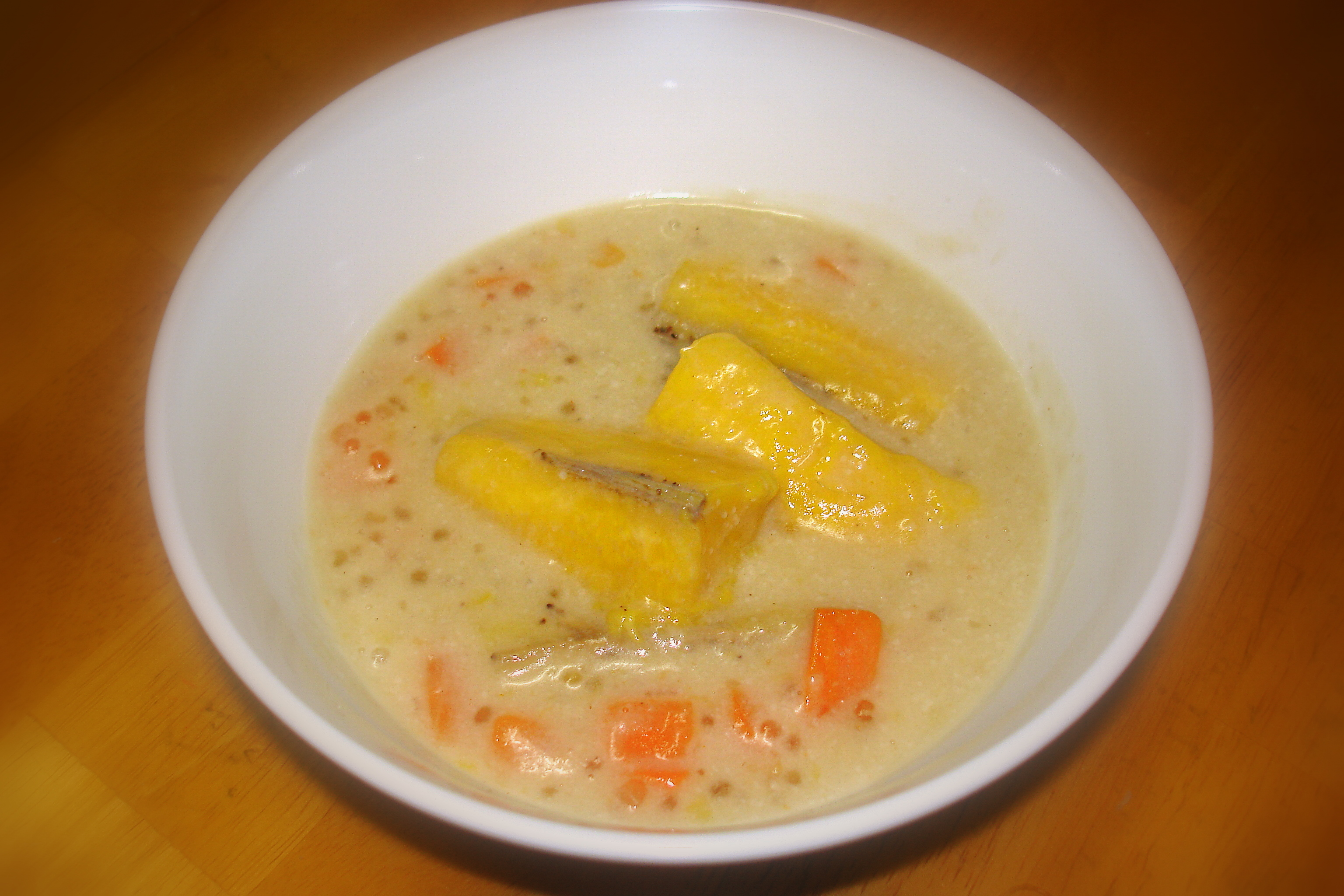
Kolak de banane.
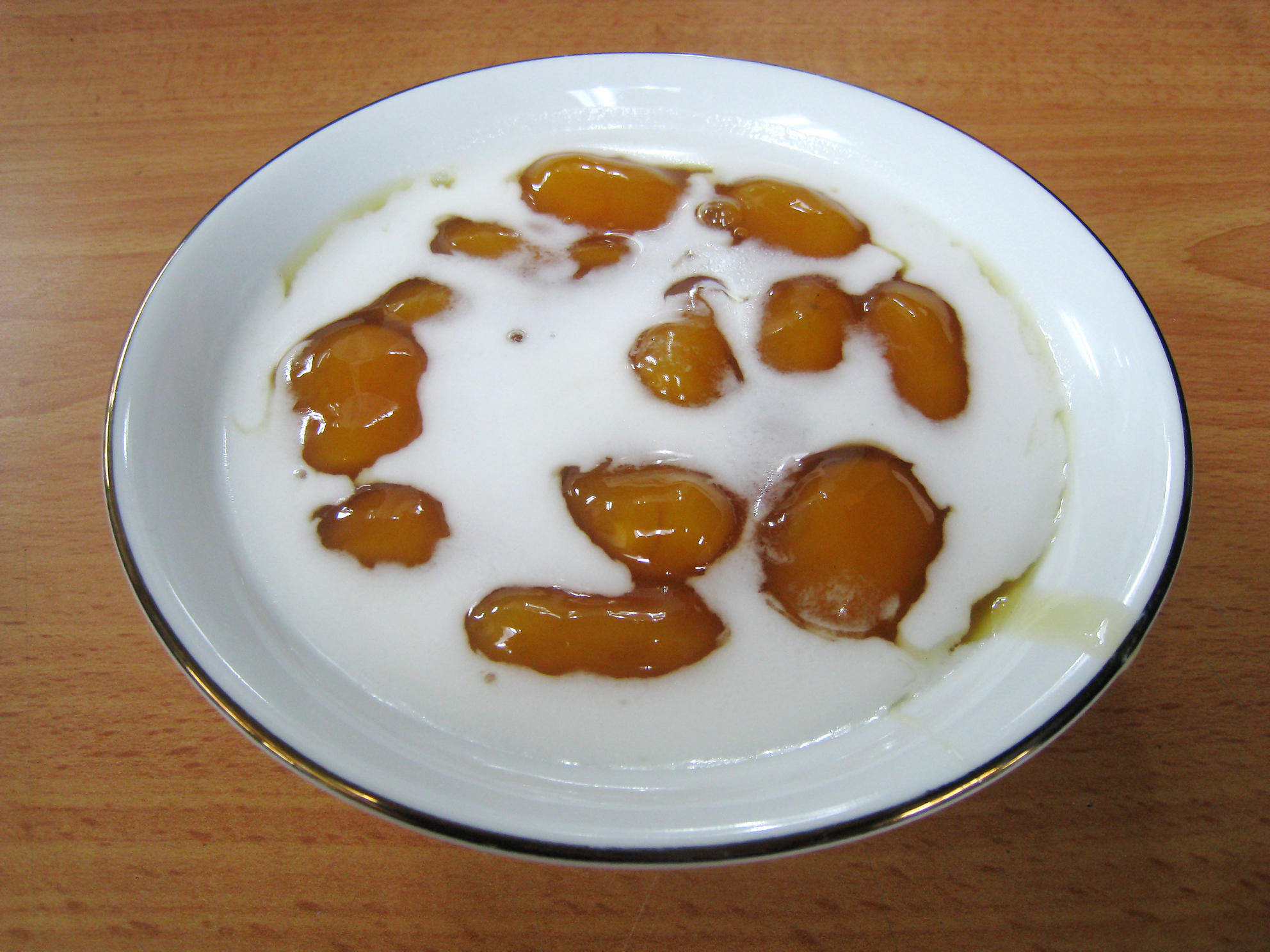
Kolak biji salak, à base de patate douce.